# Reagensglasbefrugtning
Reagensglasbefrugtning blev gennemført første gang i i 1978, da Louise Brown blev født af helt almindelige forældre. Det særlige ved hende er, at hun er det første barn, hvor befrugtningen af moderens æg skete uden for kroppen i et reagensglas.
Det første reagensglasbarn i Danmark blev født 1983. Siden er der blevet født flere hundrede.

## Metoden af reagensglasbefrugtning
1. Kvinden får hormonindsprøjtninger, der bevirker, at hendes æggestokke udvikler mere end et æg ad gangen, helt op til 10 æg på én gang. Ved hjælp af ultralydsskanning konstateres det, om æggene udvikler sig. Senere gives der et andet hormon, som sørger for, at æggene modnes, så de er klar til en befrugtning.
2. De modne æg suges ud af æggestokkene. Lægen kan gøre det med en kanyle, som stikkes gennem bughulen eller skedevæggen. Æggene finder han ved hjælp af en ultralydsskanneren. 
3. De modne æg placeres i næringsvæske i en petriskål. Æggene skal nu vente nogle timer, inden mandens sæd tilsættes. Æg og sæd sættes så i varmeskab i ca. 48 timer. Derefter kontrolleres under mikroskop, om befrugtningen er lykkedes. Man kan kende de befrugtede æg på, at de har delt sig til 2-8 celler.
4. Sidste fase er at sætte de befrugtede æg op i kvindens livmoder. Man bruger normalt 4 æg ad gangen. De befrugtede æg, der er tilovers, kan fryses ned og bruges senere.

## Udvikling
Den oprindelige teknik man anvendte til reagensglasbefrugtning, var at give en kvinde noget medicin som gjorde hun udviklede mere end et æg til ægløsning. Når så æggene havde udviklet sig tilstrækkeligt i æggestokkene gav man en æg løsende sprøjte og tog ægget ud via en kikkerundersøgelse. Herefter tilsatte man mandens sædceller i en dyrkningsskål. Efter 2 dage kunne man konstatere at æggene ar blevet befrugtet. Så, – kunne man tilbagelægge æggene via kvindens vagina og livmoderhals i livmoderen. Her kunne ægget så videreudvikle sig til det kommende barn.
Man havde på denne måde omgået kvindens problem med den lukkede æggeleder.
IVF behandlingen begyndte langsomt at blive en mere rutine procedure gennem 1980érne. I denne udvikling fandt man ud af at denne teknologi også kunne anvendes til andre former for fertilitetsproblemer.
Først fandt man ud af at en stor gruppe af kvinder og mænd, som man kaldte uforklarligt barnløse, det vil sige par, der på trods af alle undersøgelser viste de var normale uden sygdom, ikke kunne få deres eget barn. Her virkede til manges overraskelse også IVF og gav fine graviditeter. Det viser vel bare, at selv om vi undersøger alt det vi kan, så er der hos disse par en årsag vi bare ikke kan se. Senere kom mikro inseminationen til. Her kunne man med en meget tynd glas nål stikke en sædcelle direkte ind i ægget, i de tilfælde hvor mandens sædceller ikke selv kunne komme ind.
Under hele denne udvikling var et af fokusområderne ovarie stimulationen, altså de metoder men anvendte til at få æggestokkene til at danne så mange æg som muligt. Man så i den tidlige fase af IVF behandlingen en direkte sammenhæng mellem antallet af æg man kunne få ud af en kvinde og hendes chancer for at blive gravid.
Denne stimulationsbehandling har dog også bivirkninger og en af dem er ovariel hyperstimulations syndrom. Her bliver kvinden meget syg på grund af væske i bughulen og måske også i lungerne. 
For at undgå denne og andre bivirkninger begyndte læger at interessere sig for, om det var muligt at reducere antallet af æg man tog ud, uden at skade kvindens mulighed for at blive gravid.
Derfor indledte en gruppe læger et forskningsarbejde med udtagelse af ikke modne æg fra kvindens æggestokke (den samme teknik som man anvendte i ko reproduktions forskning). Også i Danmark blev der startet og gennemført et stort forskningsprojekt om dette. Man diskuterede på dette tidspunkt meget om sikkerheden ved denne procedure.
I dag er der født over 3.000 børn ved denne metode og flere nye tiltag er under vejs.